# Bund Evangelisch-Freikirchlicher Gemeinden in der DDR
Der Bund Evangelisch-Freikirchlicher Gemeinden in der DDR existierte als eigenständige Körperschaft von 1969 bis zur Wiedervereinigung mit dem Gemeindebund der Bundesrepublik im Jahre 1990.
Zur Gesamtgeschichte, Lehre und zum Selbstverständnis Evangelisch-Freikirchlicher Gemeinden siehe die
Artikel Baptisten, Brüderbewegung und Bund Evangelisch-Freikirchlicher Gemeinden.

## Geschichte

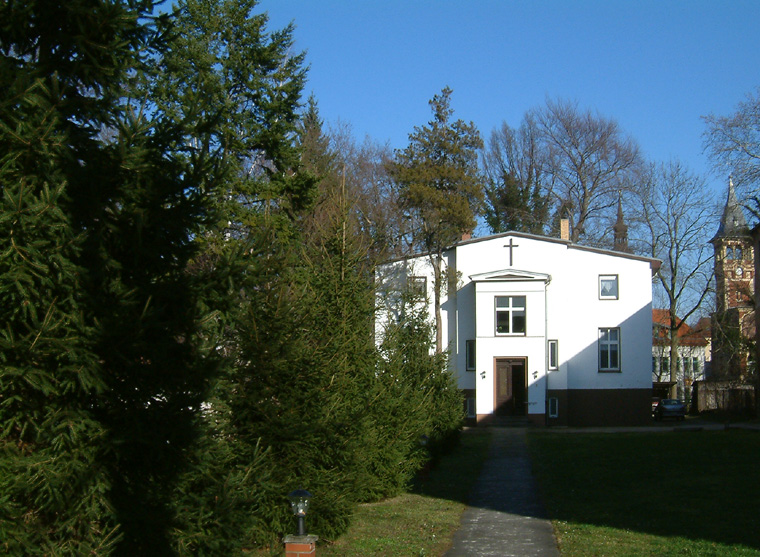
Evangelisch-Freikirchliche Gemeinde Spremberg

Bereits 1949 war den Verantwortlichen der deutschen Evangelisch-Freikirchlichen Gemeinden klar, dass die veränderten Nachkriegsverhältnisse und die damit verbundene Teilung Deutschlands veränderte Strukturen erforderlich machte. Unter dem Dach einer Bundesleitung Ost, deren erster hauptamtlicher Vorsitzender Otto Soltau von 1953 bis 1957 war, entstanden für den Bereich der DDR eigene Verwaltungseinrichtungen und ein eigener Verlag. 1959 wurde in Buckow (Märkische Schweiz) ein eigenes Theologisches Seminar eröffnet, das 16 Studienplätze anbot. Nach dem Mauerbau 1961 konstituierte sich auf dem Gebiet der DDR eine autonome Teilsynode, der sogenannte Bundesrat. Die Abgeordneten wählten erstmals eine eigene Bundesleitung. 1969 erfolgte schließlich die förmliche organisatorisch-rechtliche Verselbständigung, die sich auch in dem neu angenommenen Namen Bund Evangelisch-Freikirchlicher Gemeinden in der DDR (BEFG-DDR) spiegelte. Erster Präsident des Bundes wurde Pastor Herbert Morét (1969–1981). Seine Nachfolge trat Manfred Sult an (1981–1991). Als Generalsekretär fungierte unter anderem Pastor Rolf Dammann. Noch im August Jahr seines Gründungsjahres wurde der BEFG-DDR in die Europäisch-Baptistische Föderation als eigenständiges Mitglied aufgenommen. 1970 erfolgte die Aufnahme in den Baptistischen Weltbund. Als sich am 9. April 1970 die Arbeitsgemeinschaft Christlicher Kirchen in der DDR konstituierte, war auch der BEFG-DDR als Gründungsmitglied dabei.

## Statistik
1969 gehörten zum Bund Evangelisch-Freikirchlicher Gemeinden in der DDR 222 Gemeinden mit rund 24.600 getauften Mitgliedern. 1983 zählte der Bund nur noch 20.500 Mitglieder. Davon entfielen 12.760 auf Gemeinden baptistischer Tradition, 5370 gehörten den Evangelisch-Freikirchlichen Brüdergemeinden an und 2340 den Elim-Gemeinden. Bei diesen Zahlen ist zu beachten, dass auf Grund des Gemeindeverständnisses und der Praxis der Glaubenstaufe Kinder von Gemeindegliedern sowie Freunde der Gemeinde nicht mitgezählt wurden. Die Mitgliederabnahme ist vor allem dadurch zu erklären, dass viele Freikirchler in den Westen ausreisten oder flohen.

## Struktur
Das oberste Organ des Gemeindebundes war der Bundesrat, in den alle Gemeinden entsprechend ihrer Größe Abgeordnete entsandten. Er sollte sich in der Regel alle drei Jahre versammeln. Seine Aufgaben waren unter anderem, die Bundesleitung zu wählen und auf deren Vorschlag hin, den Präsidenten des Bundes zu bestätigen. Der Bundesrat befand außerdem über die Aufnahme und den Ausschluss von Ortsgemeinden und fasste die entsprechenden Beschlüsse in finanzieller Hinsicht. Von besonderer Bedeutung für die Gemeinden waren jedoch die Bundeskonferenzen, die sich mit den Bundesratstagungen verbanden und sowohl biblisch-theologische sowie geistliche Akzente setzten. Die laufenden Geschäfte wurde von der Bundesgeschäftsstelle in Berlin wahrgenommen. Verwaltungsleiter war ein Generalsekretär.
Besondere Arbeitszweige des Gemeindebundes waren
- die überregionale Jugendarbeit, die von einem Jugendpastor verantwortet wurde
- die Kindergottesdienstarbeit (Sonntagsschule)
- die Förderung der missionarischen Gemeindearbeit
- die Frauen- und Beruftätigenmission
- die Arbeit unter Suchtgefährdeten
- die Gemeindeberatung für Bau- und Grundstücksfragen

## Einrichtungen
Innerhalb des DDR-Bundes arbeiteten neben dem bereits erwähnten Buckower Seminar folgende Einrichtungen der Diakonie und Erwachsenenbildung:
- Bibelschule Burgstädt: Hier wurde in einjährigen beziehungsweise mehrwöchigen Lehrgängen „biblisch-theologische Kenntnisse mit praktischem Akzent“ angeboten. Auch dienten von der Bibelschule herausgegebene Fernkurs- und Lehrbriefangebote der Zurüstung der ehrenamtlichen Gemeindemitarbeiter.
- Christliche Pflegeanstalt in Schmalkalden-Aue: Diese Einrichtung war das größte diakonische Werk des DDR-Bundes und betreute rund 150 geistig behinderte Menschen.
- Seniorenheime bestanden in Crivitz (Mecklenburg), in Sonneberg und in Berlin-Hirschgarten.
- Diakonissenmutterhaus Bethel in Buckow
- Martin-Luther-King-Haus in Schmiedeberg: Diese Einrichtung war Jugend- und Erwachsenenbildungsstätte und diente auch gleichzeitig als Freizeitheim für Familien, Gemeindegruppen und Arbeitstagungen. Weitere kleinere sogenannte Rüstzeitheime bestanden in Forst, Brandenburg an der Havel, Malchow, Berthelsdorf, Ruhla und Friedrichroda.
- Die Evangelische Versandbuchhandlung Otto Ekelmann Nachf. versorgte die Büchertische der örtlichen Gemeinden mit christlicher Literatur. Auch wurde die evangelisch-freikirchliche Monatszeitschrift Wort und Werk herausgegeben sowie auch Bücher und Schriften freikirchlicher Prägung.

## Gliederung des Bundes
Der Bund Evangelisch-Freikirchlicher Gemeinden war in sechs regionale Vereinigungen untergliedert: Vereinigung Nord, Ost (einschließlich Berlin), West, Südost, Süd und Südwest. Geleitet wurden die Vereinigungen vom Vereinigungsrat und der Vereinigungsleitung. Im Gegensatz zur Bundesratstagung fanden die synodalen Zusammenkünfte der Vereinigungen jährlich statt.

## Ökumene
Der Bund Evangelisch-Freikirchler Gemeinden der DDR gehörte zwar dem Ökumenischen Rat der Kirchen nicht an, unterstützte aber einzelne seiner Projekte, so unter anderem das Antirassismus-Programm. Gemeinsam mit dem Bund der Evangelischen Kirchen in der DDR wurden verschiedene Notopferaktionen durchgeführt, dazu gehörten Brot für die Welt, Denkmal des Lebens und andere.
Die Mitglieder der Evangelisch-Freikirchlichen Gemeinden beteiligten sich an den Projekten und Veranstaltungen der Evangelischen Allianz und waren gemeinsam mit der Evangelisch-methodistischen Kirche und dem Bund Freier evangelischer Gemeinden Mitglied der Vereinigung Evangelischer Freikirchen. Auch in der Arbeitsgemeinschaft Christlicher Kirchen wirkte der DDR-Bund mit.

## Zeittafel zur Vorgeschichte des BEFG in der DDR
Die historischen Daten der folgenden Tabelle orientieren sich – sofern nicht anders vermerkt – an der Zeittafel des von Ulrich Materne und Günter Balders 1995 herausgegebenen Buches Erlebt in der DDR. Berichte aus dem Bund Evangelisch-Freikirchlicher Gemeinden entnommen.
| Jahr | Tag/Monat                   | Ereignis | Bemerkungen |
| ---- | --------------------------- | --- | --- |
| 1946 |                             | Otto Ekelmann gründet die dem BEFG verbundene Evangelische Versandbuchhandlung | |
| 1947 | April                       | Die BEFG-Monatszeitschrift Wort und Werk erscheint. | |
| 1949 | 15. September               | 1. Sitzung der Bundesleitung-Ost | |
|      | 12. bis 16. Oktober         | Gemeinsame Bundesratstagung des BEFG in Kassel: Otto Soltau wird zum Vorsitzenden des BEFG-Ost gewählt. | |
| 1950 | 1. Januar                   | Zum BEFG gehören 179 „ostzonale“ Gemeinden mit 33282 Mitgliedern. | |
|      | 1. bis 5. Mai               | In Berlin-Schöneberg findet zum ersten Mal eine gesonderte Theologische Woche für die Pastoren der DDR-Gemeinden statt. | Die BRD-Pastoren trafen sich vom 14. bis 18. April in Hamburg-Eimsbüttel. |
| 1951 | 1. bis 5. April             | 1. Bundeskonferenz der Ost-Gemeinden in Ostberlin | Die Bundesratstagung in Dortmund (13. bis 19. September) findet diesmal ohne Vertreter der DDR-Gemeinden statt. |
|      | 16. November                | Eine DDR-Regierungsstelle regt die Einrichtung eines separaten Predigerseminars auf dem Gebiet der DDR an. Die Bundesleitung-Ost gründet daraufhin eine sogenannte Seminarabteilung, die sich mit der Einrichtung einer eigenen theologischen Ausbildungsstätte beschäftigen soll.                                                                         | |
| 1953 | 14. Juli                    | Aufgrund der im Juni 1953 eingetretenen Erleichterungen im Interzonenverkehr beschließt die Seminarabteilung, zunächst auf die Einrichtung eines eigenen Predigerseminars zu verzichten. | |
|      | 21. Juli                    | Otto Nuschke, Stellvertretender DDR-Ministerpräsident, teilt dem BEFG-Ost mit, dass ein Studium am Theologischen Seminar in Hamburg-Horn für Ost-Studenten weiterhin möglich ist. Eine Rückübersiedlung wird für sie garantiert. | Das Theologische Seminar in Hamburg-Horn befindet sich seit 1997 in Wustermark-Elstal. |
| 1954 | 27. August bis 1. September | In Hamburg findet eine gemeinsame Bundesratstagung des BEFG-Ost und -West statt. | |
| 1955 | 1. Oktober                  | Am Predigerseminar in Hamburg-Horn beginnt ein neues Studienjahr mit 5 Studierenden aus der DDR. | |
| 1957 | 17. bis 21. August          | Auf der Bundesratstagung in Hannover wird eine neue Bundesleitung gewählt. Zu ihr gehören 14 Mitglieder aus West- und 6 Mitglieder aus Ostgemeinden. Zum Vorsitzenden der Ostgemeinden wird Herbert Weist berufen. | |
|      | 1. Oktober                  | Adolf Pohl wird Schriftleiter von Wort und Werk. | |
| 1958 |                             | Nicht alle Theologiestudenten aus dem BEFG-Ost erhalten eine Ausreiseerlaubnis zur Studiumaufnahme in Hamburg-Horn. | |
|      | 1. Juli                     | Rolf Dammann wird Geschäftsführer der Bundesgeschäftsstelle Ost in Ostberlin. | |
|      | 3. September                | Auf staatliche Anordnung sollen mit Ende des Studienjahres 1958/59 alle am Hamburger Seminar immatrikulierten Ost-Studenten in die DDR zurückkehren. | |
|      | 2. Oktober                  | Die Bundesleitung-Ost beschließt die Einrichtung einer eigenen theologischen Ausbildungsstätte. | Angedachte Standorte sind Berlin oder Leipzig. |
| 1959 | 6. Mai                      | Leipzig kommt als Seminarstandort nicht infrage, da die zuständigen DDR-Behörden die Genehmigung „wegen Überbevölkerung [Leipzigs]“ versagen. Das Staatssekretariat für Kirchenfragen empfiehlt, den Ausbildungsbetrieb im baptistischen Diakonissen-Erholungsheim in Buckow zu beginnen.                                                                  | |
|      | 14. Oktober                 | Das Theologische Seminar Buckow nimmt seinen Betrieb im Diakonissen-Erholungsheim Bethel auf. | Studienleiter wird Adolf Pohl. Weitere Dozenten sind Herbert Weist und Erich Rädel sowie verschiedene Gastlehrer. |
| 1960 | 1. April                    | Günter Lorenz wird neuer Schriftleiter der Zeitschrift Wort und Werk. Klaus Fuhrmann wird zum ersten Jugendpastor des BEFG-Ost berufen. | |
|      | 1. Mai                      | Die evangelisch-freikirchliche Bibelschule Burgstädt, eine Einrichtung der Brüderbewegung innerhalb des BEFG-Ost, öffnet ihre Pforten. | Die entsprechende (jedoch erheblich ältere) Einrichtung im Westen ist die Bibelschule Wiedenest. |
|      | 1. bis 7. September         | In Berlin-Tempelhof findet die letzte gemeinsame Bundesratstagung (BEFG-West, BEFG-Ost) statt. | |
| 1961 | 10. bis 14. April           | Die Theologische Woche der DDR-Pastoren findet in Ostberlin statt. | Die BRD-Pastoren trafen sich vom 10. bis 14. April zur Theologischen Woche in Hamburg-Horn. |
|      | 1. bis 12. Juni             | Eric Rudén, schwedischer Baptistenpastor und Generalsekretär der Europäisch-Baptistischen Föderation bereist die Baptistengemeinden der DDR. Am letzten Tag findet im Staatssekretariat für Kirchenangelegenheiten ein Treffen mit dem Stellvertreter des Staatssekretärs statt.                                                                           | |
|      | 13. bis 18. Juni            | In Prag findet die sogenannte Christliche Friedenskonferenz statt. Delegierter des BEFG-Ost ist Otto Ekelmann. | Delegierter des BEFG-West ist Helmut Pohl. |
|      | 13. August                  | | Berliner Mauerbau |
|      | 26. bis 28. Oktober         | Die für diesen Zeitraum geplante Bundesratstagung kann trotz vorheriger Zusage des Staatssekretärs für Kirchenfragen nicht stattfinden. | |
| 1962 | 29. Januar bis 4. Februar   | In Görlitz findet die erste sogenannte Rüstwoche für evangelisch-freikirchliche Gemeindeschwestern statt. Eine gemeinsame Veranstaltung mit den Gemeindeschwestern des BEFG-West ist aus politischen Gründen nicht mehr möglich. | |
|      | 10. bis 13. Mai             | In Ostberlin findet eine Jubiläums-Glaubenskonferenz statt. Man erinnert damit an die Gründung der ersten Berliner Baptistengemeinde vor 125 Jahren. | |
| 1963 | 4. bis 8. Mai               | In Leipzig findet die Bundesrats- und Pastorentagung des BEFG-Ost statt. | Konferenzgäste aus dem sowjetischen und polnischen Baptistenbund werden am 9. Mai von Hans Seigewasser, dem Staatssekretär für Kirchenfragen, an das Brandenburger Tor und den sogenannten „Antifaschistischen Schutzwall“ (Berliner Mauer) geführt. Sie tragen sich bei dieser Gelegenheit in das Gästebuch des sowjetischen Stadtkommandanten ein. |
| 1964 | 20. bis 23. April           | In Berlin findet die Theologische Woche der DDR-Pastoren statt. | Bei dieser Gelegenheit wird eine Handreichung Zur Frage der Jugendweihe erarbeitet. |
|      | 14. September               | Der US-amerikanische Baptistenpastor und Bürgerrechtler Martin Luther King predigt in der Ostberliner Marienkirche. Herbert Weist und Rolf Dammann sind als Gäste des BEFG-Ost anwesend. Im Anschluss an den Gottesdienst kommt es zu einer persönlichen Begegnung zwischen King und den beiden Vertretern des BEFG-Ost.                                   | In der Predigt Martin Luther Kings fällt der Satz „Keine Grenze kann Gottes Kinder trennen.“ |
|      | Oktober                     | Die VI. Tagung der Konferenz Europäischer Kirchen findet auf dem dänischen Motorschiff Bornholm statt. Der BEFG-Ost (vertreten durch Adolf Pohl) wird als eigenständiges Mitglied aufgenommen. | Das Thema der Tagung lautete: „Zusammen leben als Kontinente und Generationen“. |
| 1965 |                             | Der BEFG-Ost ruft das Jahr der Bibel aus. | Eine entsprechende, dann aber ökumenische Veranstaltung war das Jahr der Bibel 2003. In den USA hatte es bereits 1983 einen ähnlichen Event gegeben. |
|      | 1. Januar                   | Adolf Pohl wird Direktor des Theologischen Seminars Buckow. | |
|      | 1. Juli                     | Der BEFG-Ost erwirbt von Otto Ekelmann die Evangelisch Versandbuchhandlung Berlin. | |
|      |                             | Klaus Fuhrmann wird Lehrer am Theologischen Seminar Buckow. | |
|      | 1. Oktober                  | Manfred Sult wird Jugendpastor des BEFG-Ost. | |
| 1966 | 12. bis 16. Mai             | Die Bundesratstagung und Pastorentagung findet in der Baptistengemeinde Berlin-Weißensee statt. | |
| 1967 | 11. bis 15. September       | Die Theologische Woche findet im Gemeindezentrum Berlin, Kaliner Straße statt. | |
| 1968 | 1. Januar                   | Zum BEFG, der als Gesamtbund formaljuristisch noch existiert, gehören 224 Ostgemeinden mit 25582 Gemeindemitgliedern. | Im Westbereich des BEFG sind es 328 Gemeinden mit 67647 Mitgliedern. |
|      | 5. April                    | Herbert Weist, Präsident der BEFG-Ostgemeinden, verstirbt. | |
|      | 16. April                   | Die Bundesleitung Ost beruft Herbert Morét zum interimistischen Vorsitzenden. Frido Heinemann bleibt weiterhin Stellvertreter. | |
|      | 18. Oktober                 | Die Bundesleitung Ost beschließt die Einrichtung eines Arbeitskreises für Öffentlichkeitsfragen (AKÖ) | |
| 1969 | 18. April                   | Die Bundesleitung Ost, der Ausschuss des BEFG (Ost)-Bundesrates sowie der AKÖ treffen sich Hans Steigewasser, Staatssekretär für Kirchenfragen, im Potsdamer Schloss Cecilienhof. | |
|      | 8. bis 12. Mai              | In Dresden findet die Bundesratstagung Ost statt. Herbert Morét wird zum Präsidenten des BEFG Ost gewählt. Während der Ratstagung der Ratstagung wird für den BEFG Ost der Name Bund Evangelisch-Freikirchlicher Gemeinden in der DDR offiziell angenommen. Für das Studium am Buckower Theologischen Seminar werden per Beschluss auch Frauen zugelassen. | |
|      | 1. Juni                     | Christian Wolf wird Dozent am Theologischen Seminar Buckow. | |
|      | 6. bis 10. August           | In Wien findet der Kongress der Europäisch-Baptistischen Föderation statt. Der BEFG der DDR wird als eigenständiger Mitgliedsbund in die EBF aufgenommen. | |